# Модус (философия)
Мо́дус (от лат. modus) — мера, образ, способ, вид существования или действия чего-либо. В логике применяется для обозначения разновидностей форм умозаключений. Спиноза полагал, что модусы — различные состояния, которые принимает единая субстанция; представляет собой переходную форму. Локк под этим словом подразумевал такие сложные идеи, которые, как бы они ни были соединены, не имеют в себе предпосылки самостоятельности их существования, а считаются либо зависимыми от субстанций, либо свойствами последних.